# 이스타디우 무니시팔 드 아베이루
이스타디우 무니시팔 드 아베이루(포르투갈어: Estádio Municipal de Aveiro)는 포르투갈 아베이루에 위치한 축구 경기장으로, SC 베이라마르의 홈구장으로 사용되고 있으며 30,127명을 수용할 수 있다. UEFA 유로 2004 경기장으로 선정되었다.

## 사진

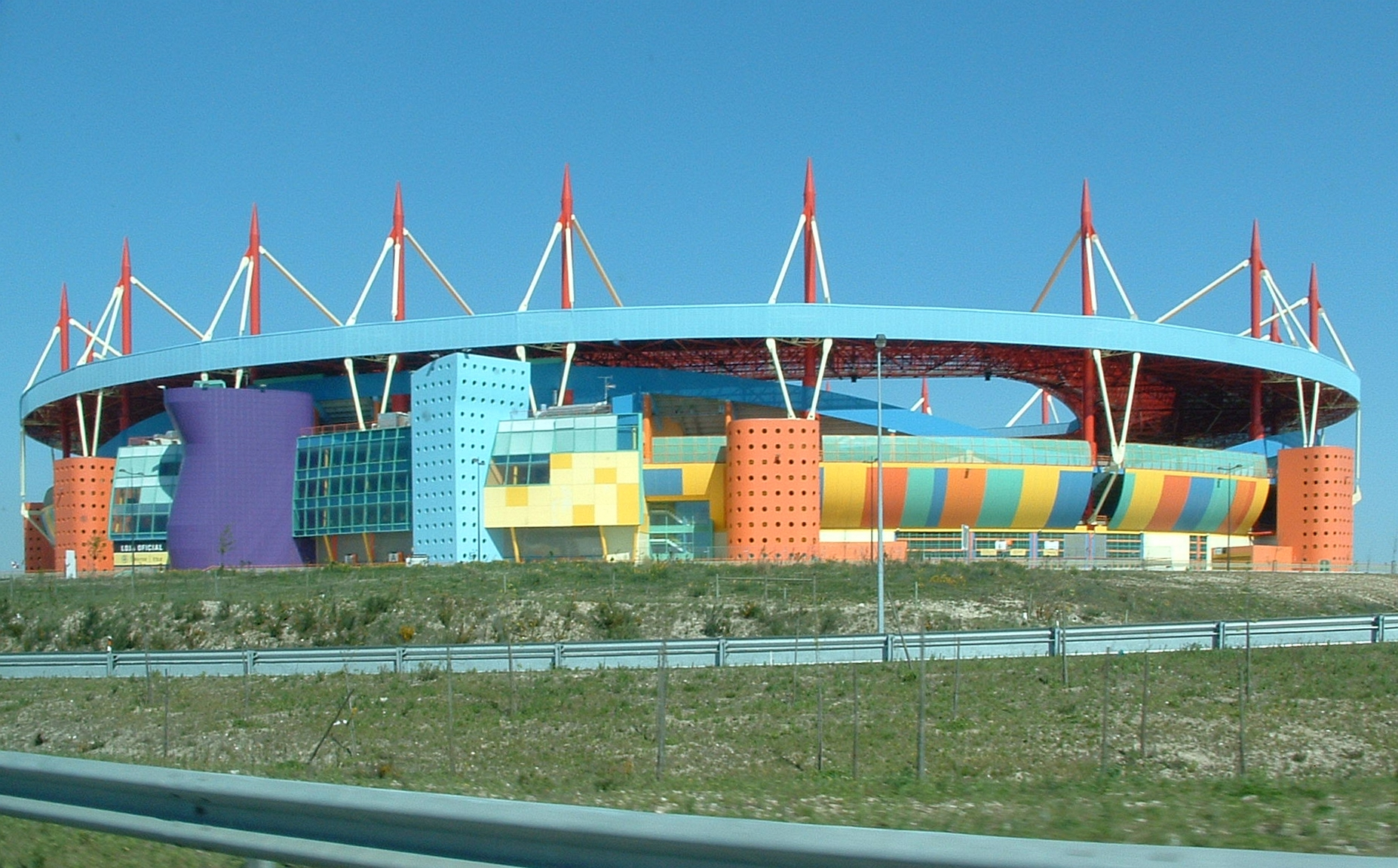
경기장 외관 모습